# Troskliwe misie
Troskliwe misie (ang. The Care Bears, 1985–1988) – amerykańsko-kanadyjsko-francuski serial animowany opowiadający o przygodach sporej liczby misiów.
Postacie troskliwych misiów zostały stworzone w 1981 w firmie American Greetings, ale nie były sprzedawane jako zabawki i inne produkty aż do 1983.

## Troskliwe misie
- Śpioszek (ang. Bedtime Bear) – miś koloru niebieskiego. Jego znaczkiem jest niebieski księżyc z żółtą gwiazdą. Jest wiecznie zmęczony, może zasnąć w każdym miejscu, nawet w wodzie.
- Urodzinowy Miś (ang. Birthday Bear) – miś koloru żółtego. Jego znaczkiem jest babeczka ze świeczką. Uwielbia przyjęcia urodzinowe.
- Misia Wesołe Serce (ang. Cheer Bear) – misia koloru różowego. Jej znaczkiem jest tęcza. Lubi piękne, kolorowe dekoracje. Potrafi wytworzyć tęczę.
- Przyjazna Misia (ang. Friend Bear) – misia koloru pomarańczowego. Jej znaczkiem są dwa pomarańczowe, uśmiechnięte kwiaty. Lubi dzielić się ciastkami.
- Misia Słoneczne Serce (ang. Funshine Bear) – misia koloru żółtego. Jej znaczkiem jest uśmiechnięte słońce. Zawsze wesoła, lubi też robić dowcipy.
- Miś Szczęśliwe Serce (ang. Good Luck Bear) – miś koloru zielonego. Jego znaczkiem jest czterolistna koniczyna. Ma najwięcej szczęścia ze wszystkich.
- Gderek (ang. Grumpy Bear) – miś koloru niebieskiego. Jego znaczkiem jest deszczowa chmura z której pada deszcz i serca. Wiecznie niezadowolony, ciągle na coś narzeka, ale w głębi bardzo troszczy się o swoich przyjaciół.
- Misia Miłosne Serce (ang. Love-a-Lot Bear) – misia koloru różowego. Jej znaczkiem są dwa serca: różowe i czerwone.
- Miś Czułe Serce (ang. Tenderheart Bear) – miś koloru brązowego. Jego znaczkiem jest czerwone serce z różową obwódką. Jest liderem innych misiów. Potrafi wytworzyć balon w kształcie serca. Ma również moc nadawania innym znaczków.
- Misia Życzliwe Serce (ang. Wish Bear) – misia koloru turkusowego. Jej znaczkiem jest spadająca gwiazda z pomarańczową wstęgą. Patroluje Ziemię za pomocą lunety. Potrafi wytwarzać gwiazdki i wstęgi.
- Misia Pysia (ang. Baby Hugs Bear) – misia koloru różowego. Jej znaczkiem jest gwiazda w pudełku w kształcie różowego serca. Jest bliźniaczą siostrą Hultaja. Razem często sprawiają kłopoty dorosłym misiom.
- Miś Hultaj (ang. Baby Tugs Bear) – miś koloru błękitnego. Jego znaczkiem jest gwiazda z błękitną chustką. Jest bliźniaczym bratem Pysi. Razem często sprawiają kłopoty dorosłym misiom.
- Wódz (ang. Champ Bear) – miś koloru pomarańczowego. Jego znaczkiem jest złoty puchar z sercem. Uwielbia różne sporty i zawsze zdobywa najwięcej nagród.
- Rozmarzona Misia (ang. Daydream Bear) – misia koloru fioletowego. Jej znaczkiem jest różowe serce ze złotym pierścieniem wokoło.
- Babcia Misia (ang. Grams Bear) – starsza misia koloru szarego. Nosi różowy szal. Jej znaczkiem jest czerwona róża z żółtą wstążką. Jeździ chmurkowym skuterem i zna wiele ciekawych historii. Lubi też piec, a jej specjalnością jest wesoła szarlotka.
- Zgodna Misia (ang. Harmony Bear) – misia koloru fioletowego. Jej znaczkiem jest uśmiechnięty kwiatek o pięciu różnokolorowych płatkach.
- Dobra Panda (ang. Perfect Panda) – panda koloru szarego. Jego znaczkiem jest gwiazda z niebieską wstążką. Brat Miłej Pandy. Razem mieszkają w Zielonej Dolinie.
- Miła Panda (ang. Polite Panda) – panda koloru szarego. Jej znaczkiem jest różowa róża z kremową wstążką. Siostra Dobrej Pandy. Razem mieszkają w Zielonej Dolinie.
- Miś Sekretne Serce (ang. Secret Bear) – miś koloru pomarańczowego. Jego znaczkiem jest czerwona kłódka w kształcie serca. Kiedy się wypowiada, mówi zagadkami lub szepce na ucho.
- Miśka (ang. Share Bear) – misia koloru fioletowego. Jej znaczkiem jest różowy koktajl z sercami.
- Misia Szlachetne Serce (ang. True Heart Bear) – misia koloru kremowego. Jej znaczkiem kolorowa gwiazda z różowym sercem. Stoi wyżej w hierarchii niż Czułe Serce, mimo że sama występuje o wiele rzadziej.
- Dzielny Lew (ang. Brave Heart Lion) – lew koloru pomarańczowego. Jego znaczkiem jest serce z koroną. Najodważniejszy z pluszaków. Jest liderem Troskliwych Kuzynów.
- Sprytny Szop (ang. Bright Heart Raccoon) – szop koloru fioletowego. Jego znaczkiem jest żarówka w kształcie serca. Dobrze widzi w ciemności i lubi konstruować różne wynalazki, choć nie zawsze działają one tak jak trzeba.
- Pingwinka (ang. Cozy Heart Penguin) – pingwin koloru fioletowego. Jej znaczkiem jest serce z czapką. Jest odporna na zimno.
- Łagodna Owieczka (ang. Gentle Heart Lamb) – owieczka koloru turkusowego. Jej znaczkiem jest różowa falbanka w kształcie serca. Jest bardzo nieśmiała i trochę bojaźliwa, ale gdy trzeba potrafi stawić czoło wrogom.
- Słoniczka Wielkie Serce (ang. Lotsa Heart Elephant) – słoniczka koloru różowego. Jej znaczkiem jest różowy ciężarek z sercem. Jest bardzo silna, ale trochę niezdarna. Lubi jeść.
- Pies Lojalne Serce (ang. Loyal Heart Dog) – pies koloru niebieskiego. Jego znaczkiem jest medal w kształcie serca.
- Konik Wrażliwe Serce (ang. Noble Heart Horse) – konik koloru fioletowego. Jego znaczkiem jest kolorowe serce. Stoi wyżej w hierarchii niż Dzielny Lew, mimo że sam występuje o wiele rzadziej.
- Małpka Figlarne Serce (nag. Playful Heart Monkey) – małpka koloru pomarańczowego. Jej znaczkiem jest serce z trąbką i cukierkami. Lubi robić innym kawały, przez co czasem powoduje kłopoty.
- Dumna Kotka (ang. Proud Heart Cat) – kotka koloru pomarańczowego. Jej znaczkiem jest różowa gwiazda z sercem. Ma własny ogród, o który bardzo dba. Uważa, że wszystko wie najlepiej i przeważnie nie słucha innych.
- Króliczka Szybkie Serce (ang. Swift Heart Rabbit) – króliczka koloru błękitnego. Jej znaczkiem jest serce ze skrzydłami. Jest najszybsza ze wszystkich pluszaków, przez co bywa zarozumiała.
- Dusia (ang. Treat Heart Pig) – świnka koloru żółtego. Jej znaczkiem jest lód w wafelku z sercem. Lubi jeść i żartować.

## Spis odcinków
| N/o                | Polski tytuł                           | Angielski tytuł                             |
| ------------------ | -------------------------------------- | ------------------------------------------- |
|                    |                                        |                                             |
| ODCINEK PILOTAŻOWY |                                        |                                             |
|                    |                                        |                                             |
| P01                |                                        | Care Bears in the Land Without Feelings     |
|                    |                                        |                                             |
| P02                |                                        | Care Bears Battle The Freeze Machine        |
|                    |                                        |                                             |
| ODCINEK SPECJALNY  |                                        |                                             |
|                    |                                        |                                             |
| S01                | Opowieść o Troskliwych Misiach         | The Care Bears Movie                        |
|                    |                                        |                                             |
| SERIA PIERWSZA     |                                        |                                             |
|                    |                                        |                                             |
| 01                 | Biwak                                  | Camp                                        |
| 01                 | Urodziny                               | Birthday                                    |
|                    |                                        |                                             |
| 02                 |                                        | Braces                                      |
| 02                 | Split Decision                         |                                             |
|                    |                                        |                                             |
| 03                 |                                        | The Lucky Charm                             |
| 03                 | Soap Box Derby                         |                                             |
|                    |                                        |                                             |
| 04                 |                                        | The Last Laugh                              |
| 04                 | The Show Must Go On                    |                                             |
|                    |                                        |                                             |
| 05                 |                                        | Forest of Misfortune                        |
| 05                 | Magic Mirror                           |                                             |
|                    |                                        |                                             |
| 06                 |                                        | Daydreams                                   |
| 06                 | Runaway                                |                                             |
|                    |                                        |                                             |
| 07                 |                                        | Mayor For A Day                             |
| 07                 | The Night The Stars Went Out           |                                             |
|                    |                                        |                                             |
| 08                 |                                        | The Magic Shop                              |
| 08                 | Concrete Rain                          |                                             |
|                    |                                        |                                             |
| 09                 |                                        | The Dry Spell                               |
| 09                 | Drab City                              |                                             |
|                    |                                        |                                             |
| 10                 |                                        | Wedding Bells                               |
| 10                 | The Old Man and the Lighthouse         |                                             |
|                    |                                        |                                             |
| 11                 |                                        | The Cloud Worm                              |
| 11                 | The Girl Who Cried Wolf                |                                             |
|                    |                                        |                                             |
| ODCINEK SPECJALNY  |                                        |                                             |
|                    |                                        |                                             |
| S02                | Nowe Pokolenie                         | Care Bears Movie 2: The Next Generation     |
|                    |                                        |                                             |
| SERIA DRUGA        |                                        |                                             |
|                    |                                        |                                             |
| 12                 | Jubileusz Opiekolandii                 | Care-A-Lot's Birthday                       |
|                    |                                        |                                             |
| 13                 | Trzy życzenia Gderka                   | Grumpy's Three Wishes                       |
|                    |                                        |                                             |
| 14                 | Wielki wyścig                          | The Great Race                              |
|                    |                                        |                                             |
| 15                 | Nie ma to jak w domu                   | Home Sweet Homeless                         |
|                    |                                        |                                             |
| 16                 | Zagubieni na morzu                     | Lost At Sea                                 |
| 16                 | Śpiący olbrzym                         | The Sleeping Giant                          |
|                    |                                        |                                             |
| 17                 | Droga do Wielkiej Gwiazdy              | The Big Star Round-Up                       |
|                    |                                        |                                             |
| 18                 | Biwak                                  | The Camp Out                                |
| 18                 | Ja robot Kimba                         | I, Robot Heart                              |
|                    |                                        |                                             |
| 19                 | Doktor Strach                          | The Bravest of the Brave                    |
|                    |                                        |                                             |
| 20                 | Odnalezione Troskliwe Misie            | The Long Lost Care Bears                    |
|                    |                                        |                                             |
| 21                 |                                        | Birthday Bear's Blues                       |
|                    |                                        |                                             |
| 22                 | Święto dziękczynienia                  | Grams Bear's Thanksgiving Surprise          |
|                    |                                        |                                             |
| 23                 | Ćwiczyć, ćwiczyć, ćwiczyć              | Order On The Court                          |
| 23                 | Ja ci pokażę Paskudo                   | The All-Powerful Mr. Beastly                |
|                    |                                        |                                             |
| 024                |                                        | The Cloud of Uncaring                       |
|                    |                                        |                                             |
| ODCINEK SPECJALNY  |                                        |                                             |
|                    |                                        |                                             |
| S03                | Troskliwe Misie w Krainie Czarów       | Care Bears in Wonderland                    |
|                    |                                        |                                             |
| SERIA TRZECIA      |                                        |                                             |
|                    |                                        |                                             |
| 25                 |                                        | The Wrath Of Shreeky                        |
|                    |                                        |                                             |
| 26                 |                                        | Bright Heart's Bad Day                      |
| 26                 | Magiczna lampa                         | The Magic Lamp                              |
|                    |                                        |                                             |
| 27                 | Złoto pustyni                          | Desert Gold                                 |
| 27                 | The Gift of Caring                     |                                             |
|                    |                                        |                                             |
| 28                 | Dwie księżniczki                       | The Two Princesses                          |
| 28                 | The Cloud Monster                      |                                             |
|                    |                                        |                                             |
| 29                 | Gderek Niezdara                        | Grumpy And Clumsy                           |
| 29                 | Wyścigi rydwanów                       | The Purple Chariot                          |
|                    |                                        |                                             |
| 30                 | Kryształy troskliwości                 | The Caring Crystals                         |
| 30                 | The Best Way to Make Friends           |                                             |
|                    |                                        |                                             |
| SERIA CZWARTA      |                                        |                                             |
|                    |                                        |                                             |
| 31                 | Wielka parada                          | The Care Bears Town Parade                  |
|                    |                                        |                                             |
| 32                 | Opowieść morska                        | Hearts At Sea                               |
|                    |                                        |                                             |
| 33                 | Nie ma to jak śnieg                    | No Business Like Snow Business              |
|                    |                                        |                                             |
| 34                 | Fabryka nieczułości                    | The Factory of Uncaring                     |
|                    |                                        |                                             |
| 35                 | Odzyskany dar                          | The Lost Gift                               |
| 35                 | Lotsa Heart's Wish                     |                                             |
|                    |                                        |                                             |
| 36                 | Kowboj w okularach                     | The Showdown                                |
|                    |                                        |                                             |
| 37                 | Na odsiecz wiośnie                     | Caring For Spring                           |
|                    |                                        |                                             |
| 38                 | Zamieńmy się rolami                    | The Turnabout                               |
| 38                 | Lekcja w dżungli                       | Cheer Of The Jungle                         |
|                    |                                        |                                             |
| 39                 | Spełnione marzenie                     | Beautiful Dreamer                           |
| 39                 | Zabawa jakich mało                     | The Care Bears Carneys                      |
|                    |                                        |                                             |
| 40                 | Skarby piratów                         | The Pirate Treasure                         |
| 40                 | Nie ma jak w domu                      | Grin And Bear It                            |
| 41                 |                                        | Perils Of The Pyramid                       |
| 41                 | Bedtime For Care-A-Lot                 |                                             |
|                    |                                        |                                             |
| 42                 | Fontanna młodości                      | The Fountain Of Youth                       |
| 42                 | Treat Heart Baba And The Two Thieves   |                                             |
|                    |                                        |                                             |
| 43                 |                                        | Dr. Brightenstein's Monster                 |
| 43                 | The Care Fair Scare                    |                                             |
|                    |                                        |                                             |
| 44                 |                                        | The Mystery Of The Phantom                  |
| 44                 | Pod cyrkowym namiotem                  | Under The Big Top                           |
|                    |                                        |                                             |
| 45                 | Pokaz sprawności                       | The Care Bears Exercise Show                |
| 45                 | Wielkie Igrzyska                       | The Care-A-Lot Games                        |
|                    |                                        |                                             |
| 46                 |                                        | The Most Ancient Gift                       |
| 46                 | Kłopoty z nartami                      | Ski Trouble                                 |
|                    |                                        |                                             |
| 47                 | Kącik kulinarny Babci Misi             | Grams' Cooking Corner                       |
| 47                 | Przepisy i anegdotki z historii kuchni | A Care Bear's Look at Food Facts and Fables |
|                    |                                        |                                             |
| 48                 | O tym który chciał zostać              | The Thing That Came To Stay                 |
| 48                 | Kosmiczne bańki                        | The Space Bubbles                           |
|                    |                                        |                                             |
| 49                 |                                        | Cheer's Bears Chance                        |
| 49                 | Głodne maleństwo                       | A Hungry Little Guy                         |
|                    |                                        |                                             |
| 50                 | Król księżyca                          | King Of The Moon                            |
| 50                 | Na posterunku                          | On Duty                                     |
|                    |                                        |                                             |
| 51                 | Jagodowa góra dinozaura                | One Million C.B.                            |
| 51                 | Mały przyjaciel Gderka                 | Grumpy's Little Friend                      |
|                    |                                        |                                             |
| 52                 |                                        | The Secret of the Box                       |
| 52                 | The Frozen Forest                      |                                             |
|                    |                                        |                                             |
| 53                 | Odważny Hultaj                         | Tugs The Brave                              |
| 53                 | Wynalazki Szopa                        | Coconut Crazy                               |
|                    |                                        |                                             |
| 54                 | Pechowy piątek                         | Bad Luck Friday                             |
| 54                 | Głodowy dzień                          | Food Frolics                                |
|                    |                                        |                                             |
| 55                 | Nuda w deszczowy dzień                 | It's Raining, It's Boring                   |
| 55                 | Dzień bez Hultaja                      | A Day Without Tugs                          |
|                    |                                        |                                             |
| 56                 |                                        | The Fabulous Care Bear's Safety Game        |
| 56                 | A Rhyme in Time                        |                                             |
|                    |                                        |                                             |
| 57                 | Kraina piosenek                        | Songfellow Strum And His Magic Train        |
| 57                 | The Music Video                        |                                             |
|                    |                                        |                                             |
| 58                 | Dziadek do orzechów                    | The Care Bears Nutcracker                   |
| 59                 | Dziadek do orzechów                    | The Care Bears Nutcracker                   |
| 60                 | Dziadek do orzechów                    | The Care Bears Nutcracker                   |
|                    |                                        |                                             |
| ODCINKI SPECJALNE  |                                        |                                             |
|                    |                                        |                                             |
| S04                | Podróż do krainy Chichotów             | Journey to Joke-a-Lot                       |
|                    |                                        |                                             |
| S05                | Gwiazda Życzeń                         | Big Wish Movie                              |
|                    |                                        |                                             |